# Gastellowo
Gastellowo (russisch Гастеллово, deutsch Groß Friedrichsdorf, litauisch Metežerynai) ist ein Ort in der russischen Oblast Kaliningrad. Er gehört zur kommunalen Selbstverwaltungseinheit Stadtkreis Slawsk im Rajon Slawsk.

## Geographische Lage
Gastellowo liegt an einer Nebenstraße, die Bolschakowo (Groß Skaisgirren, 1938 bis 1946 Kreuzingen) mit Timirjasewo (Neukirch) verbindet. Innerorts endet eine weitere Nebenstraße, die von der neun Kilometer entfernten Kreisstadt Slawsk (Heinrichswalde) nach hier führt. Die Kreisstadt ist auch die nächste Bahnstation und liegt an der Bahnstrecke Kaliningrad–Sowetsk (Königsberg–Tilsit).

## Geschichte
Groß Friedrichsdorf war vor 1945 ein bedeutender Marktflecken mit Kirche, Friedhof, Schule und Dampfsägewerk. Am 26. März 1874 wurde der Ort Amtsdorf und namensgebend für einen Amtsbezirk, der zum Kreis Niederung – ab 1939 Landkreis Elchniederung – im Regierungsbezirk Gumbinnen der preußischen Provinz Ostpreußen gehörte.
Groß Friedrichsdorf hatte im Jahr 1910 782 Einwohner. Ihre Zahl stieg bis 1925 auf 873, betrug 1933 bereits 1063 und belief sich 1939 schon auf 1196.
Mit dem gesamten nördlichen Ostpreußen kam Groß Friedrichsdorf 1945 in Kriegsfolge zur Sowjetunion und erhielt 1947 die russische Bezeichnung Gastellowo. Gleichzeitig wurde der Ort Sitz eines Dorfsowjets im Rajon Slawsk. Von 2008 bis 2015 gehörte Gastellowo zur städtischen Gemeinde Slawskoje gorodskoje posselenije und seither zum Stadtkreis Slawsk.

### Amtsbezirk Groß Friedrichsdorf (1874–1945)
Zwischen 1874 und 1945 war Groß Friedrichsdorf Amtsdorf für einen Bezirk mit acht zugeordneten Dörfern:
| Name                 | Änderungsname 1938 bis 1946 | Russischer Name | Bemerkungen                               |
| -------------------- | --------------------------- | --------------- | ----------------------------------------- |
| Groß Friedrichsdorf  |                             | Gastellowo      |                                           |
| Groß Marienwalde     |                             |                 |                                           |
| Klein Friedrichsdorf |                             | Koschedubowo    |                                           |
| Klein Marienwalde    |                             |                 |                                           |
| Moorwiese            |                             |                 |                                           |
| Oschke               | Wildwiese                   | Kabatschkowo    |                                           |
| Plein                |                             | Tomskoje        |                                           |
| Sergehnen            |                             | Pastuchowo      | 1928 nach Klein Marienwalde eingegliedert |

Am 1. Januar 1945 gehörten lediglich noch sechs Gemeinden zum Amtsbezirk Groß Friedrichsdorf: Groß Marienwalde, Klein Friedrichsdorf, Klein Marienwalde, Plein, Wildwiese und Groß Friedrichsdorf selbst. Außer dem Amtsdorf existiert keines der übrigen Dörfer mehr.

### Gastellowski selski Sowet/okrug 1947–2008
Der Dorfsowjet Gastellowski selski Sowet (ru. Гастелловский сельский Совет) wurde im Juni 1947 eingerichtet. Nach dem Zerfall der Sowjetunion bestand die Verwaltungseinheit als Dorfbezirk Gastellowski selski okrug (ru. Гастелловский сельский округ). Im Jahr 2008 wurden die verbliebenen Orte des Dorfbezirks auf die Landgemeinde Bolschakowskoje selskoje posselenie und die städtische Gemeinde Slawskoje gorodskoje posselenije aufgeteilt.
| Ortsname                         | Name bis 1947/50                                                                             | Bemerkungen |
| -------------------------------- | -------------------------------------------------------------------------------------------- | --- |
| Dubowoje (Дубовое)               | Rucken-Revas                                                                                 | Der Ort wurde 1947 umbenannt und vor 1975 verlassen. |
| Filatowo (Филатово)              | (Klein und/oder Köllmisch) Skirbst, 1938–1945: zu „Heideckshof“                              | Der Ort wurde 1950 umbenannt und vor 1975 verlassen. |
| Gastellowo (Гастеллово)          | Groß Friedrichsdorf                                                                          | Verwaltungssitz |
| Jarowoje (Яровое)                | Willkehlen, 1938–1945: „Kleinheinrichswalde“                                                 | Der Ort wurde 1950 umbenannt und vermutlich vor 1975 an die Stadt Slawsk oder an den Ort Prigorodnoje angeschlossen. |
| Kabatschkowo (Кабачково)         | Oschke, 1938–1945: „Wildwiese“                                                               | Der Ort wurde 1950 umbenannt und vor 1975 verlassen. |
| Kamyschewka (Камышевка)          | Weidgirren, 1938–1945: „Gerhardshöfen“                                                       | Der Ort wurde 1947 umbenannt und war zunächst in den Dorfsowjet Bolschakowski eingeordnet. Er wurde 1997 aus dem Ortsregister gestrichen. |
| Kolzowka (Колцовка)              | Schalteik, 1938–1945: „Schalteck“                                                            | Der Ort wurde 1947 umbenannt und vor 1975 verlassen. |
| Koschedubowo (Кожедубово)        | Klein Friedrichsdorf und Groß Heinrichsdorf                                                  | Der Ort wurde 1950 umbenannt und 1997 aus dem Ortsregister gestrichen. |
| Lasurnoje (Лазурное)             | bei Neusorge                                                                                 | Der Ort wurde 1950 umbenannt und vor 1975 verlassen. |
| Lugowoje (Луговое)               | Jodgallen, 1938–1945: „Grünhausen“                                                           | Der Ort wurde 1950 umbenannt und vor 1975 verlassen. |
| Maiskoje (Майское)               | O.F. Schnecken                                                                               | Der Ort wurde offenbar vor 1975 neu eingerichtet, nachdem die ehemalige Oberförsterei Schecken zuvor dem Ort Paporotnikowo zugeordnet gewesen war. |
| Malaja Olchowka (Малая Ольховка) | Klein Heinrichsdorf                                                                          | Der Ort wurde 1950 umbenannt und vermutlich vor 1975 an den Ort Gastellowo angeschlossen. |
| Ochotnoje (Охотное)              | Liedemeiten, 1938–1945: „Gerhardsweide“                                                      | Der Ort wurde 1947 umbenannt und war zunächst in den Dorfsowjet Bolschakowski eingeordnet. |
| Olchowka (Ольховка)              | Rosenwalde                                                                                   | Der Ort wurde 1947 umbenannt und vor 1975 verlassen. |
| Ossinowka (Осиновка)             | Osseningken, 1938–1945: „Grünau“                                                             | Der Ort wurde 1950 umbenannt und war zunächst in den Dorfsowjet Bolschakowski eingeordnet. Er wurde 1997 aus dem Ortsregister gestrichen. |
| Paporotnikowo (Папоротниково)    | Neusorge, O.F. Schnecken und Klaarhof                                                        | Die Orte wurden 1950 umbenannt. Die Ortsstelle O.F. Schnecken existierte seit vor 1975 weiter als Maiskoje, die beiden übrigen Ortsstellen wurden vor 1975 verlassen. |
| Pastuchowo (Пастухово)           | Sergehnen                                                                                    | Der Ort wurde 1950 umbenannt und vermutlich vor 1988 an den Ort Gastellowo angeschlossen. |
| Pobedino (Победино)              | Endrejen, 1938–1945: „Ossafelde“                                                             | Der Ort wurde 1950 umbenannt und war zunächst in den Dorfsowjet Bolschakowski eingeordnet. |
| Polessje (Полесье)               | Peterswalde und Schillelwethen, 1938–1945: „Noiken“                                          | Die Orte wurden 1950 umbenannt. An die Ortsstelle Peterswalde verlagerte sich der Ort Sosnjaki. Die Ortsstelle Schillelwethen/Noiken wurde vor 1975 verlassen. |
| Pridoroschnoje (Придорожное)     | Stobingen                                                                                    | Der Ort wurde 1947 umbenannt und vor 1975 verlassen. |
| Prigorodnoje (Пригородное)       | Sandfluß/seit 1931: Lindental                                                                | Der Ort wurde 1947 umbenannt. |
| Priosjorje (Приозёрье)           | Argelothen, 1938–1945: „Argendorf“                                                           | Der Ort wurde 1947 umbenannt. |
| Priwolnoje (Привольное)          | Demmenen, 1938–1945: „Demmen“                                                                | Der Ort wurde 1950 umbenannt und war zunächst in den Dorfsowjet Bolschakowski eingeordnet. |
| Prototschnoje (Проточное)        | Puskeppeln, 1938–1945: „Argenfelde“                                                          | Der Ort wurde 1950 umbenannt und vor 1975 verlassen. |
| Sadoroschnoje I (Задорожное)     | Skroblienen, 1938–1945: „Waldreuten“                                                         | Der Ort wurde 1947 umbenannt und vor 1975 verlassen. |
| Sadoroschnoje II (Задорожное)    | Margen                                                                                       | Der Ort wurde 1950 umbenannt und war zunächst in den Dorfsowjet Bolschakowski eingeordnet. Er wurde 1997 aus dem Ortsregister gestrichen. |
| Salessowo (Залесово)             | Rucken, 1938–1945: „Ruckenfeld“                                                              | Der Ort wurde 1947 umbenannt und vor 1975 verlassen. |
| Schepetowka (Шепетовка)          | Groß Dummern/seit 1928: Groß Ostwalde                                                        | Der Ort wurde im Jahr 1950 umbenannt. Im Jahr 1947 war schon der benachbarte Ort Schillkojen/Auerfließ in Schepetowka umbenannt worden, allerdings in den Dorfsowjet Kanaschski im Rajon Sowetsk (Rajon Neman) eingegliedert worden. Vermutlich wurden die beiden Schepetowkas spätestens im Jahr 1965 im Rajon Neman zusammengelegt, falls sie nicht sowieso von Anfang an einen gemeinsamen Ort bildeten. |
| Slobodskoje (Слободское)         | Adlig Althof-Skirbst, 1938–1945: „Kleinheideckshof“                                          | Der Ort wurde 1950 umbenannt und vermutlich vor 1975 an den Ort Pastuchowo angeschlossen. |
| Sorokino (Сорокино)              | Fh. Argenbruch                                                                               | Der Ort wurde 1950 umbenannt und vor 1975 verlassen. |
| Sosnjaki (Сосняки)               | Tunnischken, 1938–1945: „Schneckenwalde“ und Schilluweiten, 1938–1945: „Kleinschneckenwalde“ | Der Ort wurde 1947 umbenannt. Der Ort Sosnjaki verlagerte sich an die Ortsstelle Peterswalde. |
| Sosnowoje (Сосновое)             | Waldkrug                                                                                     | Der zunächst nicht umbenannte Ort lag zunächst vermutlich im Dorfsowjet Rschewski. |
| Tomskoje (Томское)               | Plein                                                                                        | Der Ort wurde 1950 umbenannt und vor 1975 verlassen. |
| Trostjanka (Тростянка)           | Neufelde                                                                                     | Der Ort wurde 1950 umbenannt und vor 1975 verlassen. |
| Tschischowka (Чижовка)           | Obolin, 1938–1945: „Erlen“                                                                   | Der Ort wurde 1947 umbenannt und vor 1975 verlassen. |
| Wessjoloje (Весёлое)             | Ackmonienen, 1938–1945: „Argental“ und Bittehnischken, 1938–1945: „Argemünde“                | Umbenannt wurde 1947 in Wessjoloje allerdings „Schnecken“, womit möglicherweise eine Außenstelle der Försterei Schecken bei Ackmonienen gemeint war. Der Ort wurde vor 1975 verlassen. |
| Wischnjaki (Вишняки)             | Kischen                                                                                      | Der Ort wurde 1947 umbenannt und war zunächst in den Dorfsowjet Salessowski eingeordnet. Er wurde 1997 aus dem Ortsregister gestrichen. |
| Wjasemskoje (Вяземское)          | Argenthal, 1938–1945: „Altargental“                                                          | Der Ort wurde 1950 umbenannt und vor 1975 verlassen. |

## Kirche
Siehe den Hauptartikel: Kirche Groß Friedrichsdorf

### Kirchengebäude
Im Jahre 1867 erhielt Groß Friedrichsdorf ein erstes Gotteshaus: eine aus Holz gebaute Rundkirche mit Turmaufsatz. Sie wurde 1903 durch einen in neoromanischer Bauweise  errichteten Neubau ersetzt. Das aus roten Ziegelsteinen ausgeführte Bauwerk hatte einen etwa 30 Meter hohen Turm. Von dieser Kirche stehen heute nur noch die Turmruine und ein Mauerfragment. Lange wurde sie als Lagerraum genutzt, um dann das Kirchenschiff zwecks Erlangung von Baumaterial einzureißen.

### Kirchengemeinde
Eine evangelische Kirchengemeinde wurde in Groß Friedrichsdorf bereits 1854 gegründet und 1869 mit einer eigenen Pfarrstelle versehen. Zum Kirchspiel gehörten etwa 30 Ortschaften, in denen im Jahre 1925 5600 Gemeindeglieder wohnten. Die Pfarrei war bis 1945 Teil des Kirchenkreises Niederung (Elchniederung) in der Kirchenprovinz Ostpreußen der Kirche der Altpreußischen Union. Aufgrund von Flucht und Vertreibung der einheimischen Bevölkerung in Kriegsfolge sowie der restriktiven Religionspolitik der Sowjetunion brach das kirchliche Leben im heutigen Gastellowo ein. Jetzt liegt das Dorf im Einzugsbereich der in Slawsk neu entstandenen evangelisch-lutherischen Gemeinde. Die Kreisstadt ist Pfarrsitz der gleichnamigen Kirchenregion in der Propstei Kaliningrad (Königsberg) der Evangelisch-lutherischen Kirche Europäisches Russland.fsma== Schule ==
In Groß Friedrichsdorf wurde 1930–1933 eine neue Volksschule mit sechs Klassenräumen gebaut. Ihre schlichte, sachliche Architektur verweist auf das zeitgenössische Neue Bauen. Das Gebäude überstand den Zweiten Weltkrieg, ist nur wenig verändert und wird noch heute als Schule genutzt.